# قلاق بورته
قلاق بورته یا قولاق قورته(ترکمنی)، روستایی است از توابع بخش داشلی‌برون شهرستان گنبد کاووس در استان گلستان ایران.

## جمعیت
این روستا در دهستان اترک (گنبد کاووس) قرار داشته و براساس سرشماری سال ۱۳۸۵جمعیت آن ۳۴۲نفر (۷۰خانوار) بوده است.